# Базаров, Тахир Юсупович
Тахи́р Юсу́пович База́ров (род. 7 мая 1955, Москва) — советский и российский психолог, специалист в области психологии менеджмента.
Доктор психологических наук, профессор Московского государственного университета имени М. В. Ломоносова, заместитель руководителя филиала МГУ в Ташкенте (с момента его основания в 2006 г.), входил в состав учёного совета МГУ (2002—2012). С 2007 года осуществляет научное руководство Институтом практической психологии при Высшей школе экономики. Является членом президиума Российского психологического общества, в 1994—2012 гг. был его вице-президентом и исполнительным директором.
Опубликовал более 100 научных работ. При участии и под редакцией Т. Ю. Базарова составлен учебник для вузов «Управление персоналом», который имеет рекомендацию Министерства образования РФ. Учебник «Эффективный менеджмент: практикум» под его же редакцией в 2017 году удостоился диплома I степени на конкурсе «Университетская книга» (в номинации «За высокую культуру изданий учебных книг»).
Занимает должность заместителя главного редактора «Российского психологического журнала».
В 2004 году был психологом на проекте «Фабрика звёзд».
Двукратный победитель конкурса «Золотая психея»: в номинации «Личность года в психологической практике» (2004, за популяризацию практической психологии благодаря психологическому сопровождению ТВ-проекта «Фабрика звезд») и в номинации «Проект года в психологическом образовании» (2014, как автор учебника «Психология управления персоналом»).

## Биография
Родился 7 мая 1955 года в семье военнослужащего. Этнический узбек.
В 1977 году окончил факультет психологии МГУ и поступил в его аспирантуру. В 1979 году начал преподавание на кафедре социальной психологии в Московском Государственном Университете, которое продолжает до настоящего времени. Под руководством Г. М. Андреевой в 1981 году защитил кандидатскую диссертацию «Социально-психологическая ориентировка непосредственного руководителя трудового коллектива».
С 1981-го по 1990-й год служил в структурах министерства внутренних дел СССР, занимаясь научно-исследовательской и педагогической деятельностью. В 1990—1992 годах проработал в нескольких консультационно-образовательных учреждениях, в 1992—1994 годах — в Роскадрах при Правительстве РФ. В 1996 году создал кафедру управления персоналом Института повышения квалификации Государственной службы РАГС при Президенте РФ.
В 1990 году получил звание доцента. В 1999 году защитил докторскую диссертацию «Социально-психологические методы и технологии управления персоналом организации», и в следующем году стал профессором МГУ. В 2000—2005 годах являлся заместителем декана факультета психологии МГУ имени М. В. Ломоносова.

## Избранные публикации
- Агеев B. C., Базаров Т. Ю., Скворцов В. В. Методика составления социально-психологической характеристики для аттестации кадров. — Москва: Издательство МГУ, 1986.
- Технология центров оценки для государственных служащих. Проблемы конкурсного отбора. — Москва: ИПК Госслужбы, 1995.
- Базаров Т. Ю., Беков Х. А., Аксенова Е. А. Методы оценки управленческого персонала государственных и коммерческих структур: Методическое пособие. — Москва: ИПК Госслужбы, 1995.
- Управление персоналом развивающейся организации. — Москва: ИПК Госслужбы, 1996.
- Аксенова Е. А., Базаров Т. Ю., Беков Х. А., Лукьянова Н. Ф., Талан М. В..Управление персоналом в системе государственной службы: учебное пособие. — Москва: ИПК Госслужбы, 1997.
- Управление персоналом. Учебник / под редакцией Базарова Т. Ю., Ерёмина Б. Л. — Москва: ЮНИТИ, 1998. ISBN 5-238-00290-4
- Методы эффективного обучения взрослых. — Москва-Берлин: Transform, 1998.
- Социально-психологические методы и технологии управления персоналом организации: учебно-методическое пособие. — Москва: ИПК Госслужбы, 1999.
- Психологические аспекты управления персоналом в системе государственной службы: учебное пособие. — Волгоград: Издательство ВАГС, 2002.
- Психологические грани изменяющейся организации. — Москва: Аспект пресс, 2007.
- Управление персоналом. Практикум. — Москва: Юнити-Дана, 2009. ISBN 978-5-238-01500-2
- Технология центра оценки персонала: процессы и результаты (практическое руководство). Москва: Кнорус, 2011. ISBN 978-5-406-00659-7
- Психология управления. Теория и практика: учебник для бакалавров. — Москва: Издательство Юрайт, 2014. ISBN 978-5-9916-3302-4
- Психология управления персоналом: учебник и практикум для академического бакалавриата — Москва: Издательство Юрайт, 2014. ISBN 978-5-9916-5833-1
- Управление персоналом: учебник для студ. учреждений сред.проф.образования — Москва: Академия, 2017. ISBN 978-5-4468-5104-1
- Базаров Т. Ю., Ладионенко М. А. Технологические основы оценки персонала (методические рекомендации к курсу «Ассессмент-центр») — Москва: Перо, 2017. ISBN 978-5-906946-25-6